# Critics' Choice Movie Award de la meilleure direction artistique
Le Critics' Choice Movie Award de la meilleure direction artistique (Broadcast Film Critics Association Award for Best Art Direction) est une récompense décernée aux professionnels de l'industrie du cinéma par le jury de la Broadcast Film Critics Association depuis 2010.

## Palmarès

### Années 2010
- 2010[1] : Avatar
  - A Single Man
  - Nine
  - Lovely Bones (The Lovely Bones)
  - Inglourious Basterds

- 2011[2] : Inception
  - Alice au pays des merveilles (Alice in Wonderland)
  - Black Swan
  - Le Discours d'un roi (The King's Speech)
  - True Grit

- 2012[3] : Hugo Cabret (Hugo)
  - The Artist
  - Cheval de guerre (War Horse)
  - Harry Potter et les Reliques de la Mort - 2e partie (Harry Potter and the Deathly Hallows - Part 2)
  - The Tree of Life

- 2013[4] : Anna Karénine (Anna Karenina)
  - Le Hobbit : Un voyage inattendu (The Hobbit: An Unexpected Journey)
  - Lincoln
  - Les Misérables
  - L'Odyssée de Pi (Life Of Pi)

- 2014[5] : Gatsby le Magnifique (The Great Gatsby) – Catherine Martin et Beverley Dunn
  - Gravity – Andy Nicholson et Rosie Goodwin
  - Her – K.K. Barrett et Gene Serdena
  - Le Hobbit : La Désolation de Smaug (The Hobbit: The Desolation of Smaug) – Dan Hennah et Ra Vincent
  - Twelve Years a Slave – Adam Stockhausen et Alice Baker

- 2015[6] : The Grand Budapest Hotel – Adam Stockhausen, Anna Pinnock et Stephan Gessler
  - Birdman – George DeTitta Jr., Kevin Thompson et Stephen H. Carter
  - Inherent Vice – David Crank et Amy Wells
  - Interstellar – Nathan Crowley et Gary Fettis
  - Into the Woods – Dennis Gassner et Anna Pinnock
  - Snowpiercer, le Transperceneige (설국열차) – Ondrej Nekvasil et Beatrice Brentnerova

- 2016 : Mad Max: Fury Road – Colin Gibson
  - Brooklyn – François Séguin, Jenny Oman et Louise Tremblay
  - Carol – Judy Becker et Heather Loeffler
  - Danish Girl – Eve Stewart
  - Le Pont des espions (Bridge of Spies) – Adam Stockhausen et Rena DeAngelo
  - Seul sur Mars (The Martian) – Arthur Max et Celia Bobak

- 2017 : La La Land – David Wasco et Sandy Reynolds-Wasco
  - Les Animaux fantastiques (Fantastic Beasts and Where to Find Them) – Stuart Craig, James Hambidge et Anna Pinnock
  - Ils vivent la nuit (Live by Night) – Jess Gonchor et Nancy Haigh
  - Premier Contact (Arrival) – Paul Hotte, André Valade et Patrice Vermette
  - Jackie – Véronique Melery et Jean Rabasse

- 2018 : La Forme de l'eau (The Shape of Water) – Paul Denham Austerberry, Shane Vieau et Jeff Melvin
  - Le Crime de l'Orient-Express (Murder on the Orient Express) – Jim Clay et Rebecca Alleway
  - Dunkerque (Dunkirk) – Nathan Crowley et Gary Fettis
  - Blade Runner 2049 – Dennis Gassner et Alessandra Querzola
  - La Belle et la Bête (Beauty and the Beast) – Sarah Greenwood et Katie Spencer
  - Phantom Thread – Mark Tildesley et Véronique Merely

- 2019 : Black Panther – Hannah Beachler et Jay Hart
  - Roma – Eugenio Caballero et Barbara Enriquez
  - Crazy Rich Asians – Nelson Coates et Andrew Baseman
  - La Favorite (The Favourite) – Fiona Crombie et Alice Felton
  - First Man : Le Premier Homme sur la Lune (First Man) – Nathan Crowley et Kathy Lucas
  - Le Retour de Mary Poppins (Mary Poppins Returns) – John Myhre et Gordon Sim

### Années 2020
- 2020 : Once Upon a Time… in Hollywood – Barbara Ling et Nancy Haigh
  - Joker – Mark Friedberg et Kris Moran
  - 1917 – Dennis Gassner et Lee Sandales
  - Les Filles du docteur March (Little Women) – Jess Gonchor et Claire Kaufman
  - Parasite – Lee Ha-jun
  - The Irishman – Bob Shaw et Regina Graves
  - Downton Abbey – Donal Woods et Gina Cromwell

- 2021 : Donald Graham Burt et Jan Pascale pour Mank
  - Cristina Casali et Charlotte Dirickx pour The Personal History of David Copperfield
  - David Crank et Elizabeth Keenan pour La Mission (News of the World)
  - Nathan Crowley et Kathy Lucas pour Tenet
  - Stella Fox et Kave Quinn pour Emma
  - Karen O'Hara, Mark Ricker et Diana Stoughton pour Le Blues de Ma Rainey (Ma Rainey's Black Bottom)

- 2022 : Zsuzsanna Sipos et Patrice Vermette pour Dune
  - Jim Clay et Claire Nia Richards pour Belfast
  - Rena DeAngelo et Adam Stockhausen pour The French Dispatch
  - Rena DeAngelo et Adam Stockhausen pour West Side Story
  - Tamara Deverell et Shane Vieau pour Nightmare Alley

- 2023 : Florencia Martin et Anthony Carlino – Babylon
  - Hannah Beachler et Lisa K. Sessions – Black Panther: Wakanda Forever
  - Rick Carter et Karen O'Hara – The Fabelmans
  - Dylan Cole, Ben Procter et Vanessa Cole – Avatar: The Way of Water
  - Jason Kisvarday et Kelsi Ephraim – Everything Everywhere All at Once
  - Catherine Martin, Karen Murphy et Beverley Dunn – Elvis

- 2024 : Sarah Greenwood et Katie Spencer – Barbie
  - Suzie Davies et Charlotte Dirickx – Saltburn
  - Ruth De Jong et Claire Kaufman – Oppenheimer
  - Jack Fisk et Adam Willis – Killers of the Flower Moon
  - Shona Heath, Zsuzsa Mihalek et James Price – Pauvres Créatures (Poor Things)
  - Adam Stockhausen et Kris Moran – Asteroid City

- 2025 : Nathan Crowley et Lee Sandales pour Wicked
  - Judy Becker et Patricia Cuccia pour The Brutalist
  - Suzie Davies pour Conclave
  - Craig Lathrop pour Nosferatu
  - Arthur Max, Jille Azis et Elli Griff pour Gladiator 2
  - Patrice Vermette et Shane Vieau pour Dune, deuxième partie (Dune: Part Two)